# 국수효과

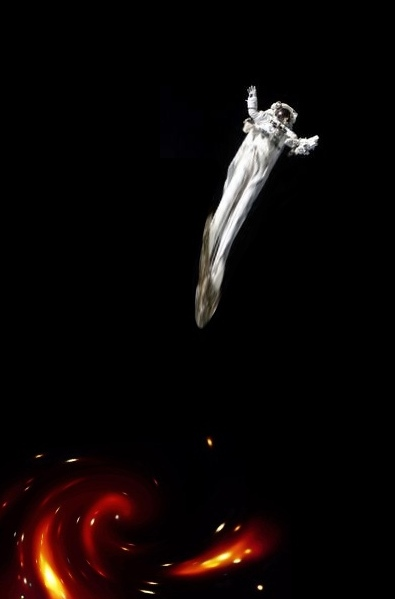

국수효과(noodle effect) 또는 스파게티화(spaghettification)란 어떤 물체가 매우 강력한 비균일한 중력장에서 가로로는 늘어나고 세로로는 짜부라져서 국수 내지 스파게티 같은 길고 가느다란 모양이 되는 현상이다. 이는 한 물체 안에서 각 부위별로 작용하는 중력의 크기가 크게 달라져서 발생하는, 극단적인 조석력에 의한 결과이며, 블랙홀 주위에서 이러한 현상이 일어날 것으로 생각된다.
스티븐 호킹이 《시간의 역사》에서 가상의 우주비행사가 사건의 지평선을 지나면서 그 머리끝부터 발끝까지가 "스파게티처럼 늘어날 것"이라는 비유를 사용하면서 널리 알려졌지만, "스파게티화"라는 표현 자체는 그 이전부터 사용되어 왔다.